# Béata Kitsikis
Béata Kitsikis (grec moderne : Μπεάτα Κιτσίκη), née Mérope Pétychakis (grec moderne : Πετυχάκη), à  Héraklion, Crète, le 14 juillet 1907 (27 juillet dans le calendrier grégorien), décédée à Athènes le 7 février 1986, féministe grecque et héroïne de la lutte communiste, dans la guerre civile grecque, de 1944 à 1949, contre le régime installé par les Britanniques à Athènes, après le départ troupes d'occupation du IIIe Reich, en octobre 1944, condamnée à mort par un tribunal militaire, en 1948, et atrocement torturée dans les prisons d'Avérof pour femmes, d'Athènes. Mère de Dimitri Kitsikis et épouse de Nicolas Kitsikis.

## Vie
Son père, Emmanuel Petychakis (1842-1915) avait cinq ans lorsqu'il fut emmené en Égypte, avec sa sœur Irène et son père. Il était né à Réthymnon en Crète. Son grand-père Théodore avait étudié le droit mais au lieu de devenir avocat en Égypte, il devint homme d'affaires. Emmanuel, au Caire posséda des industries de boissons alcoolisées et gazeuses en plus d'être propriétaire de fonds immobiliers obtenus, en partie, de son mariage avec Corinne, fille de David Antoniadis, comte d'Antonio, Gréco-Italien de Trieste. Corinne était née au Caire en 1861 et mourut à Athènes en 1925. Sa mère Anne était française et avait eu 16 enfants : 8 furent baptisés romains-catholiques et 8 grecs-orthodoxes, dont Corinne.
Emmanuel Pétychakis avait eu 12 enfants, dont le dernier fut Béata, née à Héraklion. Après sa mort, sa veuve, Corinne vécut à Héraklion avec Aristide Stergiadis, 1861-1949, parâtre de Béata, qui devint haut-commissaire de l'occupation grecque à Smyrne, en 1919-1922. Béata fit la connaissance de son mari, Nicolas Kitsikis, en 1921, pendant que celui-ci construisait le port d'Héraklion. Kitsikis était professeur à l'Université polytechnique nationale d'Athènes, et devint plus tard son recteur, ainsi que sénateur vénizéliste de 1929 à 1935 et de 1956 à 1967, député d'Athènes du parti d'extrême gauche EDA. Béata vécut dès lors avec lui dans la haute société d'Athènes et eut trois enfants : Béata, Elsa et Dimitri.
Pendant la guerre d'Albanie contre l'Italie, en 1940-41, avec nombre d'autres dames de Kolonaki, le quartier chic d'Athènes, elle s'engagea dans le corps des infirmières volontaires qui travaillèrent dans les hôpitaux pour secourir les blessés du front. Pendant l'occupation, elle rejoignit avec son mari la résistance de l'EAM et à la libération, en 1944, le parti communiste KKE et devint membre de la milice communiste OPLA.

## Le procès
Le 9 avril 1948, en pleine guerre civile, s'ouvrit à Athènes, devant le tribunal militaire d'exception, son procès pour espionnage en faveur du mouvement communiste hors la loi, alors que son mari était président de l'Association Grèce-Union soviétique. Surnommée la Pasionaria grecque, elle fut condamnée à mort et son nom, Béata, fut donné désormais à nombre de nouveau-nées, en son honneur. Malgré les tortures, elle refusa toujours de signer la déclaration de repentir. À son procès, elle fut accusée d'avoir trahi sa classe, la haute bourgeoisie d'Athènes. Le ministre de la Justice, Christos Ladas, qui avait signé sa condamnation à mort, fut assassiné, le 1er mai 1948. L'assassin était membre de la milice OPLA. Les journaux accusèrent Béata d'avoir armé de sa prison, la main de l'assassin.
Néanmoins, à cause de l'influence qu'avait conservée son mari dans les milieux de l'Establishment, elle ne fut pas exécutée et fut libérée en 1951, après la fin de la guerre civile.

## Relations avec la Chine populaire
En 1955, le couple Kitsikis eut des pourparlers à Stockholm avec des représentants de la Chine populaire qui lui demandèrent d'organiser en Grèce une association d'amitié Grèce-Chine pour pallier l'absence de représentation diplomatique, la Chine populaire n'ayant été reconnue officiellement par la Grèce que sous la dictature des Colonels. Béata s'en chargea avec un succès étonnant, attirant dans le giron de la Chine populaire la haute société athénienne. Désormais, elle se rendit régulièrement en Chine, ayant développé des relations personnelles avec le président Mao Zedong et les dirigeants chinois. À la suite du coup d'État des Colonels du 21 avril 1967, elle s'enfuit avec un faux passeport suisse, en Suisse, puis en France, auprès de ses enfants. De retour en Grèce, après la chute de la junte, éprouvée par la mort de son mari en 1978 et par la tuberculose, contractée en 1940 pendant son service d'infirmière auprès des troupes d'Albanie, elle s'éteignit à Athènes, le 7 février 1986, honorée par le parti communiste grec.